# Amphineurus
Amphineurus is een geslacht van steltmuggen (Limoniidae).

## Soorten
Deze lijst van 72 stuks is mogelijk niet compleet.

### OndergeslachtAmphineurus
- A. (Amphineurus) bicinctus (Edwards, 1923)
- A. (Amphineurus) bickeli (Theischinger, 1996)
- A. (Amphineurus) bicorniger (Alexander, 1924)
- A. (Amphineurus) campbelli (Alexander, 1922)
- A. (Amphineurus) castroensis (Alexander, 1929)
- A. (Amphineurus) collessi (Theischinger, 1994)
- A. (Amphineurus) extraordinarius (Alexander, 1939)
- A. (Amphineurus) fergusoni (Alexander, 1931)
- A. (Amphineurus) flexuosus (Alexander, 1923)
- A. (Amphineurus) hudsoni (Edwards, 1923)
- A. (Amphineurus) kandu (Theischinger, 1994)
- A. (Amphineurus) kingi (Alexander, 1950)
- A. (Amphineurus) koghiensis (Hynes, 1993)
- A. (Amphineurus) leaski (Theischinger, 1996)
- A. (Amphineurus) longipes (Philippi, 1866)
- A. (Amphineurus) lyriformis (Alexander, 1923)
- A. (Amphineurus) maculosus (Skuse, 1890)
- A. (Amphineurus) minusculus (Alexander, 1921)
- A. (Amphineurus) molophilinus (Alexander, 1922)
- A. (Amphineurus) monteithi (Theischinger, 1994)
- A. (Amphineurus) nox (Alexander, 1922)
- A. (Amphineurus) operculatus (Alexander, 1924)
- A. (Amphineurus) patya (Theischinger, 1994)
- A. (Amphineurus) perarmatus (Alexander, 1924)
- A. (Amphineurus) perdecorus (Edwards, 1923)
- A. (Amphineurus) pita (Theischinger, 1994)
- A. (Amphineurus) polycyclus (Alexander, 1961)
- A. (Amphineurus) pressus (Alexander, 1922)
- A. (Amphineurus) pulchripes (Alexander, 1925)
- A. (Amphineurus) pullybuntor (Theischinger, 1994)
- A. (Amphineurus) senex (Alexander, 1922)
- A. (Amphineurus) spectabilis (Theischinger, 1996)
- A. (Amphineurus) stewartiae (Alexander, 1924)
- A. (Amphineurus) subdecorus (Edwards, 1924)
- A. (Amphineurus) submolophilinus (Alexander, 1923)
- A. (Amphineurus) superbus (Theischinger, 1996)
- A. (Amphineurus) tenuipollex (Alexander, 1952)
- A. (Amphineurus) tumidus (Alexander, 1923)
- A. (Amphineurus) umbraticus (Skuse, 1890)
- A. (Amphineurus) zborowskii (Theischinger, 1996)

### OndergeslachtNesormosia
- A. (Nesormosia) fatuus (Hutton, 1902)
- A. (Nesormosia) niveinervis (Edwards, 1923)
- A. (Nesormosia) ochroplaca (Alexander, 1925)
- A. (Nesormosia) subfatuus (Alexander, 1922)

### OndergeslachtNothormosia
- A. (Nothormosia) blackballensis (Alexander, 1953)
- A. (Nothormosia) cacoxenus (Alexander, 1925)
- A. (Nothormosia) edentulus (Alexander, 1939)
- A. (Nothormosia) fimbriatulus (Alexander, 1925)
- A. (Nothormosia) gracilisentis (Alexander, 1922)
- A. (Nothormosia) harrisi (Alexander, 1922)
- A. (Nothormosia) hastatus (Alexander, 1925)
- A. (Nothormosia) horni (Edwards, 1923)
- A. (Nothormosia) insulsus (Hutton, 1902)
- A. (Nothormosia) longi (Alexander, 1950)
- A. (Nothormosia) meridionalis (Alexander, 1924)
- A. (Nothormosia) nothofagi (Alexander, 1925)
- A. (Nothormosia) otagensis (Alexander, 1922)
- A. (Nothormosia) patruelis (Alexander, 1925)
- A. (Nothormosia) recurvans (Alexander, 1922)
- A. (Nothormosia) spinulistylus (Alexander, 1925)
- A. (Nothormosia) subglaber (Edwards, 1923)
- A. (Nothormosia) tortuosus (Alexander, 1923)

### OndergeslachtRhamphoneurus
- A. (Rhamphoneurus) apiculatus (Alexander, 1968)
- A. (Rhamphoneurus) chiloeanus (Alexander, 1969)
- A. (Rhamphoneurus) fuscifusus (Alexander, 1929)
- A. (Rhamphoneurus) glabristylatus (Alexander, 1929)
- A. (Rhamphoneurus) insanus (Alexander, 1952)
- A. (Rhamphoneurus) nonnullus (Alexander, 1967)
- A. (Rhamphoneurus) nothofagetorum (Alexander, 1929)
- A. (Rhamphoneurus) nullus (Alexander, 1967)
- A. (Rhamphoneurus) rutristylus (Alexander, 1968)
- A. (Rhamphoneurus) sanus (Alexander, 1929)